# Theridion cheimatos
Theridion cheimatos là một loài nhện trong họ Theridiidae.
Loài này thuộc chi Theridion. Theridion cheimatos được Willis J. Gertsch & Archer miêu tả năm 1942.